# 東梅田駅
東梅田駅（ひがしうめだえき）は、大阪府大阪市北区曽根崎二丁目（梅田地区）にある、大阪市高速電気軌道 (Osaka Metro) 谷町線の駅。駅番号はT20。

## 当駅からの接続路線
地下道などを通って以下の路線の各駅と接続しており、乗り換えが可能である。
- 大阪市高速電気軌道 (Osaka Metro)
  - 梅田駅 (M16) -  御堂筋線
  - 西梅田駅 (Y11) -  四つ橋線
- 阪神電気鉄道
  - 大阪梅田駅 (HS 01) - 本線
- 阪急電鉄
  - 大阪梅田駅(HK-01) -  神戸本線、 宝塚本線、 京都本線
- 西日本旅客鉄道（JR西日本）
  - 大阪駅 -  大阪環状線 (JR-O11)、 JR京都線・JR神戸線（東海道本線）(JR-A47)、 JR宝塚線（福知山線）(JR-G47)、おおさか東線(JR-F01)
  - 北新地駅 (JR-H44)-  JR東西線

なお、JR東西線の北新地駅への乗り換えには9分程度かかる。同線への乗り換えは南森町駅の方が便利である。
- 乗車券は梅田駅、西梅田駅、東梅田駅いずれも相互に使用できる。東梅田駅から乗車する場合に西梅田駅で切符を購入したときのように、乗車する駅以外で普通乗車券を購入した場合も、他の2駅の自動改札機を通過することが可能である。定期券はいずれの方向に乗車しても、区間外となる場合を含めて3駅とも入出場することができる。
- 1乗り換えが30分以内ならば乗り継ぎ運賃で乗車可能（30分を超えると適用外となり、改めて初乗り運賃からの計算となる）。
- 東梅田駅までの料金と同一の普通乗車券で乗り継ぎをする場合は、各改札口にある緑色の自動改札機に限り通過することができる。それ以外の自動改札機を通過する場合は、（そのままでは回収されてしまうため）あらかじめ精算機で『乗継乗車券』に引き換えなければならない。また、梅田駅までの料金よりも少ない普通乗車券の場合は精算機で梅田駅までの乗車料金を一旦精算することで『乗継乗車券』に引き換えなければならない。ただし、この乗継乗車券は最終降車駅では差額精算することができる。
- 阪急とOsaka Metroの連絡切符（天神橋筋六丁目駅経由指定）を利用する場合は阪急大阪梅田駅との直接乗り継ぎはできない。

## 歴史
当初は、御堂筋線梅田駅に乗り入れて現在の大国町駅のように同じホームで対面乗り換えを可能とする予定で建設が進められたが、建設中に落盤事故が発生するなど工事が難航したため、当初の計画を諦め東側寄りにトンネルを掘り進むこととなり、その結果当駅が建設された。なお、その際に掘られたトンネルは長らく放置されていたが、のち梅田駅の天王寺・なかもず方面行きホームに転用されている。
- 1967年（昭和42年）3月24日：地下鉄2号線（現・谷町線）東梅田 - 谷町四丁目間開通時に開業。当初は北の終着駅であった。
- 1974年（昭和49年）5月29日：谷町線が当駅から都島駅まで延伸、途中駅となる。
- 2018年（平成30年）4月1日：大阪市交通局の民営化により、大阪市高速電気軌道 (Osaka Metro) の駅となる。
- 2020年（令和2年）2月1日：可動式ホーム柵の運用を開始[1]。

## 駅構造
相対式ホーム2面2線を持つ地下駅である。

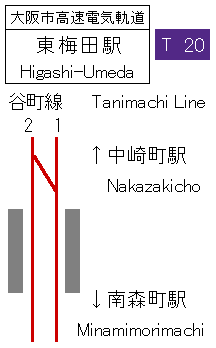
配線図

改札は天王寺寄り（1箇所で、上下双方のホームに通じる。南改札）と中央付近（上下線別の改札。中東・中西改札）があるほか、大日寄りに出口専用改札（上下線別の改札。北東・北西改札）がある。詳細は外部リンク先を参照のこと。なお、中東改札は券売機から離れているため、総延長90メートルの天井吊り下げ型の表示板によって乗客を誘導している。トイレは南改札内にのみある。
- 現在の形になるまでは、中央付近の券売機は現在とは反対側の東側にあり、また中東改札は階段を下りたホーム階にあった（そのためコンコース階にはホーム階に下りる階段の先に改札がある旨の案内が掲示されていた）。現在の中東改札が通路の一部を塞ぐ形になっているのは改札を移設したためである。

トイレは南改札内にある。
当駅は、東梅田管区駅に属し、副管区駅長により、関目高殿駅、野江内代駅、都島駅および中崎町駅を管轄している。なお、当駅は副駅長が管理している。

### のりば
| 番線 | 路線   | 行先                       |
| ---- | ------ | -------------------------- |
| 1    | 谷町線 | 天満橋・天王寺・八尾南方面 |
| 2    | 谷町線 | 都島・大日方面             |

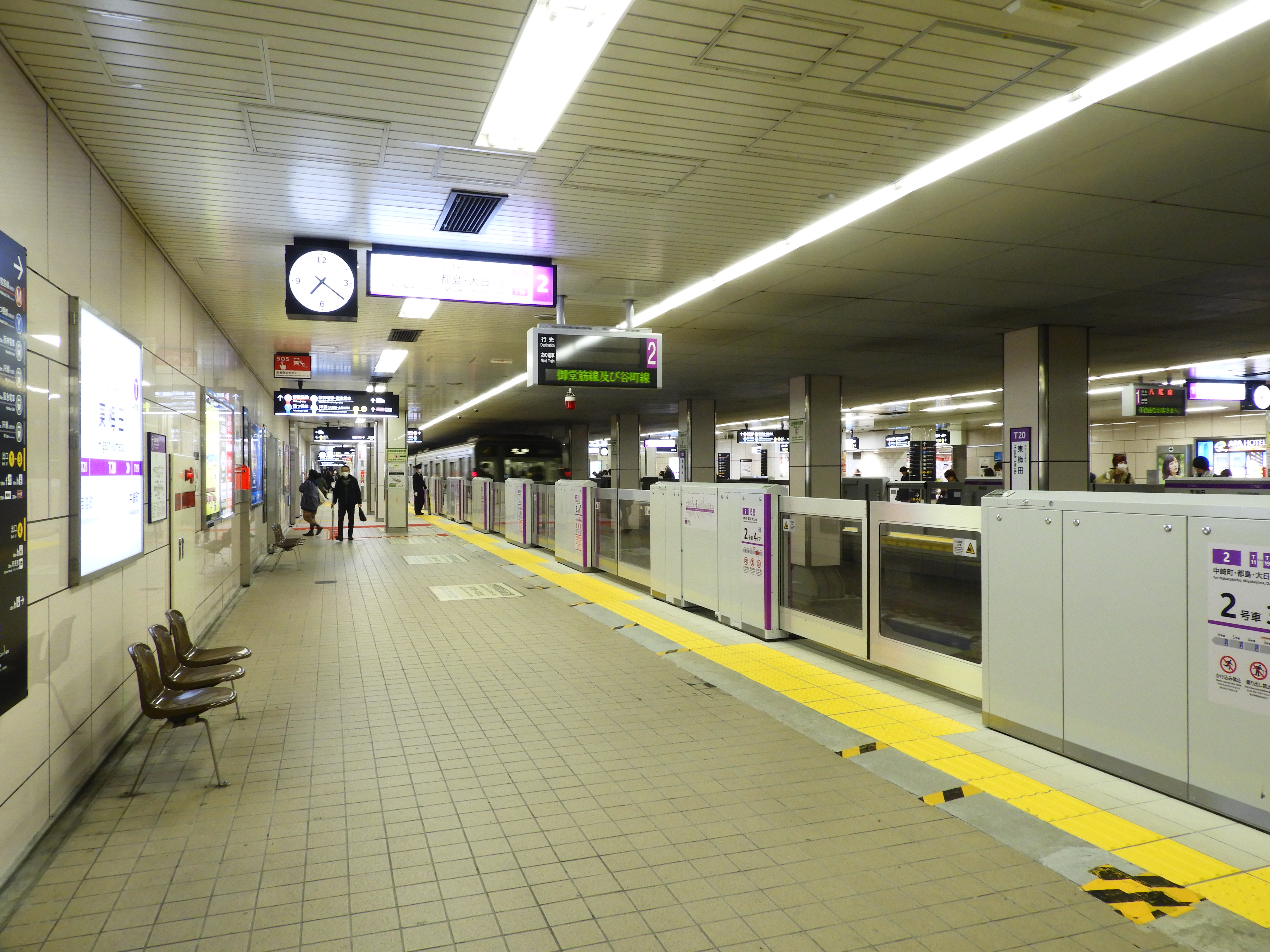
2番線ホーム
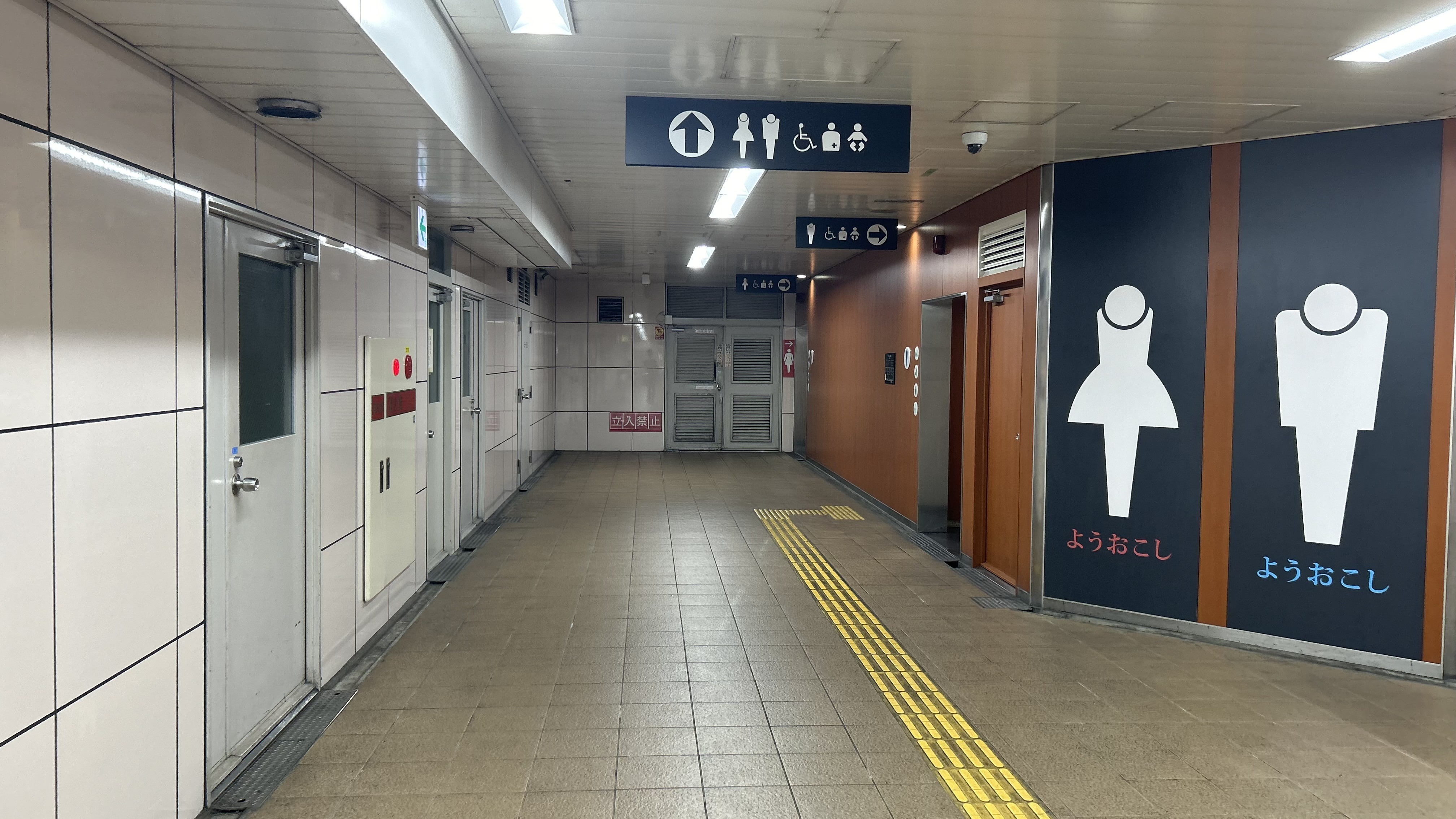
トイレ

### 出口
| 出口番号 | 出口周辺                                                          | 接続改札       | 備考             |
| -------- | ----------------------------------------------------------------- | -------------- | ---------------- |
| 1        | JR線・阪急電車・阪神電車・御堂筋線 曽根崎警察署・ホワイティうめだ | 北西・北東改札 |                  |
| 2        | 梅田第一ビル連絡通路・曽根崎警察署                                | 北西・北東改札 | エレベーターあり |
| 3        | ホワイティうめだ                                                  | 北西・北東改札 | スロープあり     |
| 4        | コフレ梅田                                                        | 中西・中東改札 | エレベーターあり |
| 6        | 梅田セントラルビル連絡通路                                        | 中西・中東改札 | エレベーターあり |
| 7        | 日興ビル連絡通路                                                  | 南改札         |                  |
| 8        | 大阪駅前第1・2・3・4ビル・梅田市税事務所                          | 南改札         |                  |
| 9        |                                                                   | 南改札         |                  |

## 利用状況
2024年11月12日の1日乗降人員は158,403人（乗車人員：77,924人、降車人員：80,479人）である。Osaka Metro全107駅中第7位であり、谷町線が乗り入れている駅では天王寺駅に次ぐ第2位である。御堂筋線が乗り入れていないOsaka Metroの駅では第1位である。また、乗り換え駅である御堂筋線梅田駅、四つ橋線西梅田駅の1日乗降者数を含めると、相互直通を行っていない地下鉄駅では日本一（世界一）の数字となる。
各年度の特定日における利用状況は下表のとおりである。なお1969・1995年度の記録については、それぞれ1970・1996年に行われた調査である（会計年度上、表中に記載の年度となる）。
| 年度               | 調査日   | 乗車人員 | 降車人員 | 乗降人員 | 出典          | 出典          |
| 年度               | 調査日   | 乗車人員 | 降車人員 | 乗降人員 | メトロ        | 大阪府        |
| ------------------ | -------- | -------- | -------- | -------- | ------------- | ------------- |
| 1967年（昭和42年） | 11月14日 | 25,187   | 24,913   | 50,100   |               | [ 大阪府 1 ]  |
| 1968年（昭和43年） | 11月12日 | 29,644   | 35,507   | 65,151   |               | [ 大阪府 2 ]  |
| 1969年（昭和44年） | 01月27日 | 55,049   | 54,069   | 109,118  |               | [ 大阪府 3 ]  |
| 1970年（昭和45年） | 11月06日 | 56,813   | 54,972   | 111,785  |               | [ 大阪府 4 ]  |
| 1972年（昭和47年） | 11月14日 | 59,702   | 58,956   | 118,658  |               | [ 大阪府 5 ]  |
| 1975年（昭和50年） | 11月07日 | 66,432   | 64,294   | 130,726  |               | [ 大阪府 6 ]  |
| 1977年（昭和52年） | 11月18日 | 77,831   | 75,845   | 153,676  |               | [ 大阪府 7 ]  |
| 1981年（昭和56年） | 11月10日 | 92,146   | 90,160   | 182,306  |               | [ 大阪府 8 ]  |
| 1985年（昭和60年） | 11月12日 | 97,108   | 93,878   | 190,986  |               | [ 大阪府 9 ]  |
| 1987年（昭和62年） | 11月10日 | 100,381  | 98,234   | 198,615  |               | [ 大阪府 10 ] |
| 1990年（平成02年） | 11月06日 | 101,050  | 102,786  | 203,836  |               | [ 大阪府 11 ] |
| 1995年（平成07年） | 02月15日 | 88,855   | 91,918   | 180,773  |               | [ 大阪府 12 ] |
| 1998年（平成10年） | 11月10日 | 82,681   | 86,263   | 168,944  |               | [ 大阪府 13 ] |
| 2007年（平成19年） | 11月13日 | 82,937   | 81,757   | 164,694  |               | [ 大阪府 14 ] |
| 2008年（平成20年） | 11月11日 | 81,208   | 78,830   | 160,038  |               | [ 大阪府 15 ] |
| 2009年（平成21年） | 11月10日 | 78,747   | 77,561   | 156,308  |               | [ 大阪府 16 ] |
| 2010年（平成22年） | 11月09日 | 77,149   | 75,281   | 152,430  |               | [ 大阪府 17 ] |
| 2011年（平成23年） | 11月08日 | 75,515   | 74,071   | 149,586  |               | [ 大阪府 18 ] |
| 2012年（平成24年） | 11月13日 | 77,871   | 76,632   | 154,503  |               | [ 大阪府 19 ] |
| 2013年（平成25年） | 11月19日 | 79,182   | 77,843   | 157,025  | [ メトロ 1 ]  | [ 大阪府 20 ] |
| 2014年（平成26年） | 11月11日 | 80,176   | 79,714   | 159,890  | [ メトロ 2 ]  | [ 大阪府 21 ] |
| 2015年（平成27年） | 11月17日 | 82,639   | 83,904   | 166,543  | [ メトロ 3 ]  | [ 大阪府 22 ] |
| 2016年（平成28年） | 11月08日 | 82,821   | 83,855   | 166,676  | [ メトロ 4 ]  | [ 大阪府 23 ] |
| 2017年（平成29年） | 11月14日 | 84,199   | 84,340   | 168,539  | [ メトロ 5 ]  | [ 大阪府 24 ] |
| 2018年（平成30年） | 11月13日 | 84,054   | 85,867   | 169,921  | [ メトロ 6 ]  | [ 大阪府 25 ] |
| 2019年（令和元年） | 11月12日 | 83,099   | 84,613   | 167,712  | [ メトロ 7 ]  | [ 大阪府 26 ] |
| 2020年（令和02年） | 11月10日 | 69,846   | 71,056   | 140,902  | [ メトロ 8 ]  | [ 大阪府 27 ] |
| 2021年（令和03年） | 11月16日 | 69,081   | 71,191   | 140,272  | [ メトロ 9 ]  | [ 大阪府 28 ] |
| 2022年（令和04年） | 11月15日 | 72,158   | 74,465   | 146,623  | [ メトロ 10 ] | [ 大阪府 29 ] |
| 2023年（令和05年） | 11月07日 | 77,549   | 80,843   | 158,392  | [ メトロ 11 ] | [ 大阪府 30 ] |
| 2024年（令和06年） | 11月12日 | 77,924   | 80,479   | 158,403  | [ メトロ 12 ] |               |

## 駅周辺
- 大阪富国生命ビル
- 阪神百貨店梅田本店（大阪梅田ツインタワーズ・サウス）
- 阪急百貨店阪急うめだ本店（大阪梅田ツインタワーズ・ノース）
- 新阪急ビル
- 大阪ステーションシティ
  - サウスゲートビルディング
  - 大丸梅田店
  - ホテルグランヴィア大阪
- 大阪府曽根崎警察署
- ホワイティうめだ
- 旭屋書店本店
- 露天神社（お初天神）
- 曽根崎お初天神通り商店街
- ごて地蔵
- 大阪駅前第1・第2・第3・第4ビル
- 太融寺
- 曽根崎公設市場
- 大阪日興ビル（SMBC日興証券） - 7番出口直結
- 梅田OSホテル
- 大阪国税局北税務署

## 隣の駅
大阪市高速電気軌道 (Osaka Metro)
 谷町線
中崎町駅 (T19) - 東梅田駅 (T20) - 南森町駅 (T21)
- ( ) 内は駅番号を示す。

### 記事本文